# Christoph Franz Dangel
Christoph Franz Dangel, auch Christoph Franz von Dangel (* 1769, anderes Datum 1771 in Zeil am Main; † März 1841 in Bamberg) war ein deutscher Jurist und Politiker.

## Leben
Christoph Franz Dangel war der Sohn des Vogtes im Amt Zeil und erhielt seine Ausbildung bei seinem Taufpaten Christoph Franz von Buseck. Er wurde, nach dessen Wahl zum Fürstbischof im April 1795, nachdem er in Wetzlar praktiziert hatte, 1797 zum Hof- und Regierungsrat und kurz darauf zum Stadkonsulenten und Syndikus ernannt.
Im Rahmen der Reorganisation der Behörden unter der bayerischen Regierung von 1803 bis 1804, wurde er Stadtrichter und 1808 Direktor des königlichen Kreis- und Stadtgerichts in Bamberg.
Er gehörte als Vorstand der Gemeindebevollmächtigten dem Kontrollorgan des Magistrats Bamberg an.
Nachdem 1818 die Constitution verkündet worden war, ließ er sich als Haus- und Gartenbesitzer höher besteuern, um für die Bayerische Ständeversammlung wahlfähig zu sein. Er gehörte in der Zeit von 1819 bis 1828 den ersten 4. Landtagen als Abgeordneter für den Obermainkreis an.
Nach seiner Wahl in den 1. Landtag 1819 war er seit dem 8. Februar 1819 Mitglied im III. Ausschuss für die innere Verwaltung und ab dem 23. Januar 1822 im 2. Landtag Mitglied im III. Ausschuss für die an die Kammer gelangenden Gegenstände der inneren Reichsverwaltung.
Er wurde 1819 zum Berichterstatter des III. Ausschusses bestimmt und trug dem Landtag zur Leistung des Konstitutionseides vonseiten des Militärs vor, hierbei empfahl der Ausschuss, die Petition des Abgeordneten Franz Ludwig von Hornthal nicht an den König weiterzuleiten, in der er forderte, die Armee auf die Verfassung und nicht auf den König zu vereidigen.
Am 1. Januar 1822 wurde er Sekretär im VI. Ausschuss für die Petitionen und am 3. März 1825 Mitglied im II. Ausschuss für die Steuern im 3. Landtag sowie seit dem 20. November 1827 Mitglied im gleichen Ausschuss des 4. Landtages.
Christoph Franz Dangel blieb zeit seines Lebens unverheiratet.

## Orden und Ehrenauszeichnungen
- Am 18. Februar 1818 wurde Christoph Franz Dangel zum Ehrenritter des Michaelordens ernannt.[4][5]

## Schriften (Auswahl)
- Bericht des zweyten Ausschusses der Kammer der Abgeordneten, die sämmtlichen Staatseinnahmen in den beyden Finanzjahren 1823/24 und 1824/25 betreffend. 1830.
- Bericht des zweyten Ausschusses der Kammer der Abgeordneten über die Staatseinnahmen im Finanzjahr 1825/26. 1830.